# Batangafo
Batangafo este un oraș din Republica Centrafricană.